# Lia Fein
Lia (Lya) Fein właśc. Elisabeth Koschlick (ur. 23 kwietnia 1888 w Berlinie, zm. ?) – niemiecka aktorka filmowa.

## Życiorys
Najprawdopodobniej posiadała wykształcenie aktorskie. Była żoną Maksymiliana Hauschilda – niemieckiego aktora, reżysera i producenta filmowego, który obsadzał ją w głównych rolach w realizowanych przez siebie produkcjach. W latach 1921–1923 przebywała wraz z mężem w Bydgoszczy, występując w filmach wytwórni Polonia-Film. Jej dalsze losy nie są znane.

## Filmografia

### Niemcy
- Materia – Club der Toten (1920)
- Der letzte Mensch (1921) – Eva, córka Xynopulusa
- Leichtsinn und Liebe (1925) – Gaby

### Polska
- Car Dymitr Samozwaniec (1921) – Maryna Mniszchówna
- Ostatni człowiek (1922)
- Gabby złote łóżko (1922)
- Diabelski most (1922)